# 21-ша авіапольова дивізія (Третій Рейх)
21-ша авіапольова дивізія (Третій Рейх) (нім. 21. Luftwaffen-Feld-Division) — піхотна дивізія Вермахту зі складу військово-повітряних сил, що діяла як звичайна піхота за часів Другої світової війни.

## Історія
21-ша авіапольова дивізія була сформована у грудні 1942 з дивізії Люфтваффе «Майндль».

## Райони бойових дій
- СРСР (північний напрямок) (грудень 1942 — травень 1945).

## Командування

### Командири
- генерал-лейтенант Ріхард Шімпф (нім. Richard Schimpf) (грудень 1942 — 12 жовтня 1943);
- генерал-лейтенант Рудольф-Едуард Ліхт (нім. Rudolf-Eduard Licht) (12 жовтня 1943 — 1 квітня 1944);
- оберст Рудольф Гольч (нім. Rudolf Goltzsch) (1 — 8 квітня 1944);
- генерал-лейтенант Рудольф-Едуард Ліхт (нім. Rudolf-Eduard Licht) (8 квітня — 18 серпня 1944);
- генерал-лейтенант Альберт Генце (нім. Albert Henze) (18 серпня 1944 — 28 січня 1945);
- генерал-майор Отто Барт (нім. Otto Barth) (16 лютого — 8 травня 1945).